# ミンブー
ミンブー（မင်းဘူးမြို့、Minbu） は、ミャンマー中部マグウェ地方域の都市。2014年現在の都市人口は22,962人。エーヤワディー川に向かって低地の平地と、アラカン丘陵に向かって西に向かって起伏のある内陸部の田園地帯で構成されている。平野とアラカン・ヨマ山脈の間には、南北に走る丘陵のはっきりとしたラインがあり、通常はヌワ・マダウンの丘陵と呼ばれている。山脈下の谷は大部分が耕作向けである。エーヤワディー川以外の主な河川は、モン川（Mon）、マウ川（Maw）、サリン川（Salin）で、これらは主に灌漑に使用されている。ミンブ川（Minbu）では、エーヤワディー川の幅は3マイル（4.8 km）で、多くの島や砂州があります。エーヤワディー川に沿って、またエーヤワディー川から派生するパウンリン湖では、かなりの漁業が行われている。ミンブーの泥火山の近くで石油が発見されているが、採掘するにはあまりにも深い。
ミンブーの近くには広大な保護林がある。栽培されている主な作物は、米、グラム、キビ、豆、エンドウ豆、ゴマ、タバコなど。モン川沿いでは、主にツルの木が栽培されている。年間降水量は地域によって大きく異なる。アラカン・ヨマ山脈の上と下では非常に降水量が多い一方、エーヤワディー川に向かっては非常にわずかである。気温は、暑い月には100°F以上（38℃）に上昇するが、12月の寒い時期の平均は約49°F（9℃）。

## 文化
イギリスのトワイクロス動物園にいるアジアゾウ（Elephus maximus）の1頭は、ビルマが原産国であることから、ミンブーの街の名前にちなんで名付けられた。

## 交通
ミンブーから、ラカイン州に抜けることができる道路があり、また、最も有名なパゴダであるキャウンダウィヤ・パゴダに行くことも出来る。ラカイン州からの輸送もあり、ミンブーでは、カニや干し魚、干しエビなどを購入することも容易である。

## 観光

### Minbu Shwe Settaw
仏陀の足跡のペアが、マグウェの対岸にあるミンブーの西34マイル（55キロ）に位置し、ヤンゴンから道路で331マイル（533キロ）である森の保養地セットーヤにある。足跡はよく保存され、近くには神社が建てられており、森のパゴダ遺跡として知られている。